# 大欣鐵馬
大欣鐵馬（1886年9月10日—1967年7月17日）是一位來自日本長崎的日治臺灣教育官員。

## 概略
1934至37年間，大欣鐵馬任臺北州立基隆中學校（今國立基隆高級中學）校長。1937年，大欣氏奉派擔任臺北州立臺北第三中學校校長，並於任内建成該校校舍及校園各項基礎建設。
臺灣戰後初期，臺北州立臺北第三中學校改制為臺灣省立臺北第三中學，隨即再度改名為臺灣省立臺北和平中學，並收容等待遣返之日本籍學生；此時，該校仍由大欣鐵馬擔任校長，直至1946年2月何敬燁奉命接任。
大欣鐵馬任職臺北州立基隆中學校與臺北州立臺北第三中學校時曾分別為兩校校歌作詞。

## 著作
- 基隆中学校校歌

由大欣鉄馬作詞，作曲為吉木久，並以進行曲曲風作為配樂。
- 臺北第三中学校校歌

由大欣鉄馬作詞，作曲為山田耕筰。

## 外部連結
- YouTube上的台北州立台北第三中學校校歌(music)
- YouTube上的台北州立台北第三中學校校歌(sung by a formal student)
- YouTube上的日本人大好き台灣の謎(film)